# Saison 5 d'Elementary
Chronologie
Saison 4 Saison 6
Cet article présente les épisodes de la cinquième saison de la série télévisée américaine Elementary.

## Synopsis
Le célèbre détective Sherlock Holmes, venu de Londres, habite New York. Tout juste sorti d'une cure de désintoxication, il est contraint de cohabiter avec son parrain de sobriété, le Dr Joan Watson, ancienne chirurgienne reconvertie dans l'assistanat. Les capacités d'observation et de déduction de Holmes et l'expertise médicale de Watson aident à résoudre les affaires les plus impossibles du NYPD.

## Distribution

### Acteurs principaux
- Jonny Lee Miller (VF : Guillaume Lebon) : Sherlock Holmes
- Lucy Liu (VF : Laëtitia Godès) : Dr Joan Watson
- Jon Michael Hill (VF : Namakan Koné) : l'inspecteur Marcus Bell
- Aidan Quinn (VF : Michel Dodane) : le capitaine Thomas Gregson
- Nelsan Ellis : Shinwell Johnson[1]

### Acteurs récurrents et invités
- Virginia Madsen : Paige Cowen[2] (épisode 3)
- Owain Yeoman : Julius Kent[3] (épisode 4)
- James Kyson Lee : Joey Ng, CEO[4] (épisode 14)
- Ophelia Lovibond : Kitty Winter[5] (épisodes 15 et 16)

## Production

### Diffusion
- États-Unis /  Canada : La saison a été diffusée du 2 octobre 2016 au 21 mai 2017 sur CBS / Global
- France : La saison a été diffusée du 17 juin 2017 au 1er juillet 2017 sur M6. Arrêt de la diffusion pour NCIS, Ensuite M6. reprend à partir de l'épisode 8 à 24, le 16 juin, au 7 juillet 2018
- Suisse : La saison est diffusée à partir du 23 juin 2017 sur RTS Un

## Liste des épisodes

### Épisode 1:Sous le signe de la terreur
- États-Unis /  Canada : 2 octobre 2016 sur CBS / Global
- France : 17 juin 2017 sur M6
- Suisse : 23 juin 2017 sur RTS Un
- Belgique : 20 juillet 2018 sur RTL-TVI

- États-Unis : 6,03 millions de téléspectateurs[6] (première diffusion)
- Canada : 1,117 million de téléspectateurs[7] (première diffusion + différé 7 jours)

- Matthew Del Negro (Nathan Resor)
- Lorenzo Pisoni (Gardner)
- Lee Tergesen (Cray Fielder)
- Jacob Alexander (Tom)
- Simon Belz (Enfant)
- Irungu Mutu (Chauffeur de Taxi)
- Antonio Edwards Suarez (Conducteur)
- Leopold Manswell (Boxeur Punk)
- Bianca Amato (Brenda Resor)

### Épisode 2:Le Sceau impérial
- États-Unis /  Canada : 16 octobre 2016 sur CBS / Global
- Suisse : 23 juin 2017 sur RTS Un
- France : 24 juin 2017 sur M6
- Belgique : 20 juillet 2018 sur RTL-TVI

- États-Unis : 5,21 millions de téléspectateurs[9] (première diffusion)
- Canada : 1,186 million de téléspectateurs[10] (première diffusion + différé 7 jours)

- Jon Huertas (Halcon)
- Raymond Ma (Capitaine Pack)
- Derek Goh (Kyle)
- Francis Jue (Hu)
- Ron Rifkin (Wayne Vachs)
- Shelley Thomas (Ms. Lawler)
- Annie Q. (Wendy)
- Stacey Sargeant (Laila Kalifa)
- Jane Alexander (C.)
- Pierre Jean Gonzalez (Conducteur)
- Ryan Andes (Chef garde du corps)
- Michael Mulheren (en) (Lieutenant de police)
- Madai Chakell (Chivonne)

### Épisode 3:Arrêt sur image
- États-Unis /  Canada : 23 octobre 2016 sur CBS / Global
- Suisse : 23 juin 2017 sur RTS Un
- France : 24 juin 2017 sur M6
- Belgique : 27 juillet 2018 sur RTL-TVI

- États-Unis : 5,39 millions de téléspectateurs[11] (première diffusion)

- Virginia Madsen (Paige Cowan)
- Zachary Knighton (Aaron Stone)
- Kim Director (Beth Stone)
- Curtiss Cook (Lieutenant Sylbert)
- Anthony DeSando (Peter Dinacio)
- Gideon Glick (Dennis Karig)
- Tonye Patano (Dolores Murphy)
- Victor Verhaeghe (Bruce Daniels)
- Ryan Garbayo (Kenneth Tolan)

### Épisode 4:Trésors célestes
- États-Unis /  Canada : 30 octobre 2016 sur CBS / Global
- Suisse : 23 juin 2017 sur RTS Un
- France : 24 juin 2017 sur M6
- Belgique : 27 juillet 2018 sur RTL-TVI

- États-Unis : 4,8 millions de téléspectateurs[12] (première diffusion)

- Owain Yeoman (Julius Kent)
- Rob McClure (Grant Huber)
- Richard Thomas (Mitch Barrett)
- Bridget Ann White (Laurie Barrett)
- Gordon Clapp (Chef Adjoint Prosky)
- Linda Powell (Députée Salazar)
- Myra Lucretia Taylor (Shelly)
- Daniel Cosgrove (Len)
- Suzy Jane Hunt (Susan)
- Maechi Aharanwa (Serveuse)

### Épisode 5:Effet boomerang
- États-Unis /  Canada : 6 novembre 2016 sur CBS / Global
- Suisse : 30 juin 2017 sur RTS Un
- France : 1er juillet 2017 sur M6
- Belgique : 3 août 2018 sur RTL-TVI

- États-Unis : 4,68 millions de téléspectateurs[13] (première diffusion)

- Conor Leslie (Molly Thayer)
- Matthew Rauch (Garrett Lerner)
- Frank Whaley (Winston Utz)
- Philip Casnoff (Jack McGill)
- Kia Goodwin (Yvette Ingram)
- Alfredo Narciso (Lieutenant Brooks)
- Dorian Missick (en) (Gilbride)
- Mark Tallman (Zane Diller)
- Jill Paice (Stephanie Novak)
- Deidre Goodwin (Avocate)
- Arnold Y. Kim (Jerome Chun)

### Épisode 6:Charmeur de serpents
- États-Unis /  Canada : 13 novembre 2016 sur CBS / Global
- Suisse : 30 juin 2017 sur RTS Un
- France : 1er juillet 2017 sur M6
- Belgique : 3 août 2018 sur RTL-TVI

- États-Unis : 5,45 millions de téléspectateurs[14] (première diffusion)
- Canada : 1,052 million de téléspectateurs[15] (première diffusion + différé 7 jours)

- Jordan Gelber (M.E. Hawes)
- Betty Gilpin (Fiona Helbron)
- Chasten Harmon (Chantal Milner)
- Elizabeth Ward Land (Lillian Dunbar)
- David Aaron Baker (Joe Leshner)
- Holly Chou (Erin)
- Julian Acosta (Mateo Lima)
- Stephen Chacon (Plongeur)
- Graham Rowat (Avocat de la Défense)
- Yassmin Alers (Camila Marquez)
- Katie Kreisler (Sydney Shea)
- Sendhil Ramamurthy (Ajit Dalal)
- Tyrone Mitchell Henderson (Garde de sécurité)

### Épisode 7:Le Tasbih de Zohala
- États-Unis /  Canada : 20 novembre 2016 sur CBS / Global
- Suisse : 30 juin 2017 sur RTS Un
- France : 1er juillet 2017 sur M6
- Belgique : 10 août 2018 sur RTL-TVI

- États-Unis : 5,01 millions de téléspectateurs[16] (première diffusion)

- Samantha Quan (Lin Wen)
- Laura Heisler (Roz Nealy)
- Anna Khaja (Nazria Durrani)
- Ishmail Bashey (Quadir Durrani)
- Quincy Dunn-Baker (Mark Trenchman)
- Dan Ziskie (Gordie Kasdan)
- Eddie McGee (Theodore)
- Flor De Liz Perez (Eliza Alzado)
- Todd Lawson (Bennett Nealy)
- Bill Dawes (Declan Boyle)
- Ruffin Prentiss (Laquan « Tall Boy » Eversley)
- Sam Breslin Wright (Dave)
- Pia Haddad (Zhala Durrani)
- Mohit Guatam (Marjan Durrani)

### Épisode 8:Haché menu
- États-Unis /  Canada : 27 novembre 2016 sur CBS / Global
- Suisse : 7 juillet 2017 sur RTS Un
- France : 16 juin 2018 sur M6
- Belgique : 10 août 2018 sur RTL-TVI

- États-Unis : 4,95 millions de téléspectateurs[17] (première diffusion)
- Canada : 900 000 téléspectateurs[18] (première diffusion + différé 7 jours)

- Jordan Gelber (M.E. Hawes)
- Jonathan Freeman (Holder)
- Haynes Thigpen (Benson Knowles)
- Rosa Gilmore (Alma Santos)
- Jeff McCarthy (Werner Platz)
- Fran Kranz (Brendan Farley)
- Ito Aghayere (Corrine Brighton)
- Rosie Benton (Grace Cockburn)
- Mitch Greenberg (Rabbin)
- Ebrahim Jaffer (Imam)
- Patricia R. Floyd (Moderateur)

### Épisode 9:Histoire de gangs
- États-Unis /  Canada : 11 décembre 2016 sur CBS / Global
- Suisse : 7 juillet 2017 sur RTS Un
- France : 16 juin 2018 sur M6
- Belgique : 17 août 2018 sur RTL-TVI

- États-Unis : 4,73 millions de téléspectateurs[19] (première diffusion)
- Canada : 947 000 téléspectateurs[20] (première diffusion + différé 7 jours)

- Debi Mazar (Lieutenant Cosa)
- Dorian Missick (en) (Agent Whitlock)
- Susan Blommaert (Dr Xanthopoulos)
- Jeremy Burnett (Duane)
- Ruffin Prentiss (Tall Boy)

### Épisode 10:À chacun son poison
- États-Unis /  Canada : 18 décembre 2016 sur CBS / Global
- Suisse : 7 juillet 2017 sur RTS Un
- France : 16 juin 2018 sur M6
- Belgique : 17 août 2018 sur RTL-TVI

- États-Unis : 5,08 millions de téléspectateurs[21] (première diffusion)

- Chris McKinney (Lieutenant Guzman)
- Emily Dorsch (Dr Franny Krieg)
- Jake Brinskele (Ethan Moore)
- William Ragsdale (Patrick Moore)
- Darlesia Cearcy (Pharmacien)
- Charlie Pollock (Lee Fisk)
- Stephanie Jean Lane (Katie)
- Wendell B. Franklin (Agent Ritter de la DEA)
- Jeremy Burnett (Duane)

### Épisode 11:Jolies Poupées
- États-Unis /  Canada : 8 janvier 2017 sur CBS / Global
- Suisse : 14 juillet 2017 sur RTS Un
- France : 16 juin 2018 sur M6
- Belgique : 24 août 2018 sur RTL-TVI

- États-Unis : 5,14 millions de téléspectateurs[22] (première diffusion)
- Canada : 1,072 million de téléspectateurs[23] (première diffusion + différé 7 jours)

- Wade Williams (Ryan Decker)
- Deirdre Lovejoy (Carrie Traub)
- Luna Tieu (Freeda Boonark)
- Tina Chilip (Sinjae Vee)
- Ka-Ling Cheung (Benita Sakda)
- Jaime Lincoln Smith (Darnell Langston)
- John Bolton (Mr. Charles)
- Burke Moses (Lieutenant du New Jersey)
- Samuel Gomez (Diego)
- Ruthie Ann Miles (Lieutenant Rockaway)
- Kristen Adele (Employé #1)
- Jessica Savage (Employé #2)
- DeShawn Harold Mitchell (Garde)
- Jeff Kready (Agent du SWAT)

### Épisode 12:Fontaine, je ne boirai pas de ton eau
- États-Unis /  Canada : 15 janvier 2017 sur CBS / Global
- Suisse : 14 juillet 2017 sur RTS Un
- France : 16 juin 2018 sur M6
- Belgique : 24 août 2018 sur RTL-TVI

- États-Unis : 4,36 millions de téléspectateurs[24] (première diffusion)
- Canada : 1,239 million de téléspectateurs[25] (première diffusion + différé 7 jours)

- Chasten Harmon (Chantal Milner)
- Robert Christopher Riley (Roy Booker)
- Debra Jo Rupp (Shériff Malick)
- Brian Muller (River)
- Peterson Townsend (Père #1)
- Cary Donaldson (Père #2)
- Lee Sellers (Jerry Bice)
- Barry Shabaka Henry (Wendell Hecht)
- Damian Young (Agent Spécial Breslin)
- Opal Alladin (Directeur de laboratoire)
- Edward Carnevale (Ouvrier)
- Peter Onorati (Gio Bianchi)
- Luis Moreno (Mari enragé)

### Épisode 13:Le Temps assassin
- États-Unis /  Canada : 29 janvier 2017 sur CBS / Global
- Suisse : 14 juillet 2017 sur RTS Un
- France : 23 juin 2018 sur M6
- Belgique : 31 août 2018 sur RTL-TVI

- États-Unis : 5,44 millions de téléspectateurs[26] (première diffusion)

- Robert Capron (Mason)
- Isiah Whitlock Jr. (Jack Brunelle)
- Shuler Hensley (Frank Trimble)
- Teddy Canez (Maynor Palacio)
- Rodney Richardson (Reggie)
- Jason Bowen (Dejuan Rowe)
- Tony Roach (Dario Canales)
- John Rue (Norm)
- Robert Cuccioli (Commandant du SWAT)
- Steven Taylor (Agent du SWAT)
- Andrea Frierson (Serveuse)
- Joaquin Maceo Rosa (Malfrat)
- Marcella Lowery (Diner Patron #1)
- Raphael Nash Thompson (Diner Patron #2)
- Sandy Rosenberg (Diner Patron #3)
- Jean Brassard (Journaliste sportif)

### Épisode 14:La Méthode inuit
- États-Unis /  Canada : 19 février 2017 sur CBS / Global
- Suisse : 21 juillet 2017 sur RTS Un
- France : 23 juin 2018 sur M6
- Belgique : 31 août 2018 sur RTL-TVI

- États-Unis : 5,08 millions de téléspectateurs[27] (première diffusion)
- Canada : 1,136 million de téléspectateurs[28] (première diffusion + différé 7 jours)

- Madai Chakell (Chivonne)
- James Kyson Lee (Joey Ng)
- Christine Taylor (Gail Lundquist)
- Brian Hutchison (Kurt Godwyn)
- Bobby Moreno (O.G Pwnzr)
- Delia Cunningham (Dana)
- Catherine Blades (Olivia)
- Andrew Manning (Lucien)
- Alisa Ermolaev (Anezka)
- Kathy Najimy (Raina Karnow)
- Rachel York (Carla Giovanni)
- Kelly McAndrew (Washington)
- Connor Johnston (Tendu)
- Olesya Senchenko (Libena)
- Hendrick Pilar (Joueur E-Sport #1)
- Arturo Sanchez (Joueur E-Sport #2)
- Jordan "JKap" Kaplan (Joueur E-Sport #3)
- Tarik Celik (Joueur E-Sport #4)
- Ryan Coker-Welch (Joueur E-Sport #5)

### Épisode 15:L'Enfant prodigue
- États-Unis /  Canada : 5 mars 2017 sur CBS / Global
- Suisse : 21 juillet 2017 sur RTS Un
- France : 23 juin 2018 sur M6
- Belgique : 7 septembre 2018 sur RTL-TVI

- États-Unis : 4,26 millions de téléspectateurs[29] (première diffusion)

- Ophelia Lovibond (Kitty Winter)
- Michael Patrick Thornton (Eli Kotite)
- Regina Taylor (Dr Wilkerson)
- Blair Brown (Kate Durning)
- Marianne Muellerleile (Margaret)
- Scott Shepherd (Anson Gephardt)
- Wilbur Fitzgerald (Prêtre)
- Rafael Poueriet (Technicien de scène de crime)
- Patrick Boll (Glenn)
- Matthew F. O'Connor (Gunther Klecko)

### Épisode 16:Cheval de Troie
- États-Unis /  Canada : 12 mars 2017 sur CBS / Global
- Suisse : 21 juillet 2017 sur RTS Un
- France : 23 juin 2018 sur M6
- Belgique : 7 septembre 2018 sur RTL-TVI

- États-Unis : 4,5 millions de téléspectateurs[30] (première diffusion)

- Ophelia Lovibond (Kitty Winter)
- Tim Guinee (Agent McNally)
- Alan Rosenberg (Sydney Garber)
- Blair Brown (Kate Durning)
- Marianne Muellerleile (Margaret)
- Scott Shepherd (Anson Gephardt)
- Rachel Christopher (Receptionist)
- Marlie Hall (Présentateur)
- Connor Bond (Agent du FBI #1)
- Steve Key (Agent du FBI #2)
- Jim Piddock (Tom Saunders, V.O.)

### Épisode 17:Lady Frances
- États-Unis /  Canada : 19 mars 2017 sur CBS / Global
- Suisse : 28 juillet 2017 sur RTS Un
- France : 30 juin 2018 sur M6
- Belgique : 14 septembre 2018 sur RTL-TVI

- États-Unis : 4,28 millions de téléspectateurs[31] (première diffusion)

- John Doman (Randall Slessinger)
- Michele Hicks (Thea Moser)
- Henry Zebrowski (Cosmo)
- Chris McKinney (Detective Guzman)
- Julian Elijah Martinez (Denton Clark)
- Iris Bahr (Emily Gray)
- Tommy Schrider (Reese Vennek)
- Chelsea Spack (Marjorie)
- Diane Davis (Mrs. Azoff)
- Meat Loaf Aday (Herman Wolf)
- Danny Wolohan (Darren Azoff)
- Justin Adams (Employé)
- Kathryn Allison (Technicien de scène de crime)

### Épisode 18:L'Or du Santa Leticia
- États-Unis /  Canada : 26 mars 2017 sur CBS / Global
- Suisse : 28 juillet 2017 sur RTS Un
- France : 30 juin 2018 sur M6
- Belgique : 14 septembre 2018 sur RTL-TVI

- États-Unis : 5,16 millions de téléspectateurs[32] (première diffusion)

### Épisode 19:Un fin limier
- États-Unis /  Canada : 16 avril 2017 sur CBS / Global
- Suisse : 28 juillet 2017 sur RTS Un
- France : 30 juin 2018 sur M6
- Belgique : 21 septembre 2018 sur RTL-TVI

- États-Unis : 4,29 millions de téléspectateurs[33] (première diffusion)

- Jordan Gelber (ME Hawes)
- Dan Lauria (Louis Garmendia)
- David Corenswet (Houston Spivey)
- Rebecca Luker (Virginia Spivey)
- Paul O'Brien (Paul Fontino)
- Carson Elrod (Rueben Drexel)
- Ben Biggers (Josh)
- Zainab Jah (Vicki)
- Marcus Choi (Marco)
- Charlbi Dean (Belle femme)

### Épisode 20:La Balle au vol
- États-Unis /  Canada : 23 avril 2017 sur CBS / Global
- Suisse : 4 août 2017 sur RTS Un
- France : 30 juin 2018 sur M6
- Belgique : 21 septembre 2018 sur RTL-TVI

- États-Unis : 4,47 millions de téléspectateurs[34] (première diffusion)

- Chasten Harmon (Chantal Milner)
- Matthew Lawler (Titus Gorham)
- Leslie Fray (Angela Newsome)
- Joey Sorge (Markham)
- Ryan Oakes (Claude Rysher/Razr)
- Maury Ginsberg (Keating)
- Robert Christopher Riley (Roy Booker)
- Rachel Wenitsky (Lela)
- Jason Butler Harner (Ballard Clifton)
- James Joseph O'Neil (Frye)
- Chivonne Michelle (Bethesda)
- Ching Valdes-Aran (Commerçant)

### Épisode 21:Colère noire
- États-Unis /  Canada : 30 avril 2017 sur CBS / Global
- Suisse : 4 août 2017 sur RTS Un
- France : 7 juillet 2018 sur M6
- Belgique : 28 septembre 2018 sur RTL-TVI

- États-Unis : 4,79 millions de téléspectateurs[35] (première diffusion)

- Chasten Harmon (Chantal Milner)
- Danny Burstein (Ted Winthrop)
- Michael Berresse (Ardy Gulbenkian)
- Olek Krupa (Fyodor Ukhov)
- Kelly Deadmon (Lara Ukhov)
- Delaney Williams (Joseph Tommolino)
- Robert Christopher Riley (Roy Booker)
- Marnie Schulenburg (Maureen)
- Gregory Haney (Styliste)
- Jude Tibeau (Policier en uniforme)
- Jenelle Chu (Réceptioniste)

### Épisode 22:Le Fantôme de Gulu
- États-Unis /  Canada : 7 mai 2017 sur CBS / Global
- Suisse : 4 août 2017 sur RTS Un
- France : 7 juillet 2018 sur M6
- Belgique : 28 septembre 2018 sur RTL-TVI

- États-Unis : 4,22 millions de téléspectateurs[36] (première diffusion)

### Épisode 23:Code: Enigma
- États-Unis /  Canada : 14 mai 2017 sur CBS / Global
- Suisse : 11 août 2017 sur RTS Un
- France : 7 juillet 2018 sur M6
- Belgique : 5 octobre 2018 sur RTL-TVI

- États-Unis : 4,43 millions de téléspectateurs[37] (première diffusion)

- Stephen Rider (Tyus Wilcox)
- Al Thompson (Bonzi Folsom)
- Joanna Christie (May)
- Chris McKinney (Lieutenant Guzman)
- Ruffin Prentiss (Laquan Eversley)
- Clark Jackson (Nelson Lewis)
- Daryl Edwards (Lieutenant Perkins)
- Toni Ann DeNoble (Rochelle)
- Adrian Alvarado (Policier en uniforme)
- Lilli Cooper (Urgentiste)
- Megan Byrne (Docteure)

### Épisode 24:Entre deux feux
- États-Unis /  Canada : 21 mai 2017 sur CBS / Global
- Suisse : 11 août 2017 sur RTS Un
- France : 7 juillet 2018 sur M6
- Belgique : 5 octobre 2018 sur RTL-TVI

- États-Unis : 4,11 millions de téléspectateurs[38] (première diffusion)